# Tholera popularis
Tholera popularis är en fjärilsart som beskrevs av Fabricius 1775. Tholera popularis ingår i släktet Tholera och familjen nattflyn. Inga underarter finns listade i Catalogue of Life.